# 勒季謝沃區
52°15′N 43°47′E / 52.250°N 43.783°E
勒季謝沃區（俄语：Ртищевский район），是俄羅斯的一個區，位於該國西南部，由薩拉托夫州負責管轄，面積2,300平方公里，2010年人口17,383，人口密度每平方公里7.56人。